# Mistrzostwa Świata w Hokeju na Lodzie 2018
82. Mistrzostwa Świata w Hokeju na Lodzie 2018 organizowane przez IIHF odbędą się w Danii. Miastami goszczącymi najlepsze reprezentacje świata będą Kopenhaga i Herning. Turniej elity rozegrany zostanie w dniach 4 – 20 maja 2018 roku. Zawody były jednocześnie kwalifikacją do następnego turnieju.

## Elita
Turniej jest rozgrywany od 4 do 20 maja 2018 roku w Kopenhadze i Herning w Danii. Bierze w nim udział 16 najlepszych drużyn świata.
W tej części mistrzostw system rozgrywania meczów jest inny niż w niższych dywizjach. Najpierw wszystkie drużyny uczestniczą w fazie grupowej, w której będą podzielone na dwie 8-zespołowe grupy. Cztery czołowe drużyny z każdej grupy automatycznie zakwalifikują się do fazy pucharowej ukierunkowanej na wyłonienie mistrza świata. Ostatnie zespoły z obu grup zostaną zdegradowane do Dywizji I Grupy A.

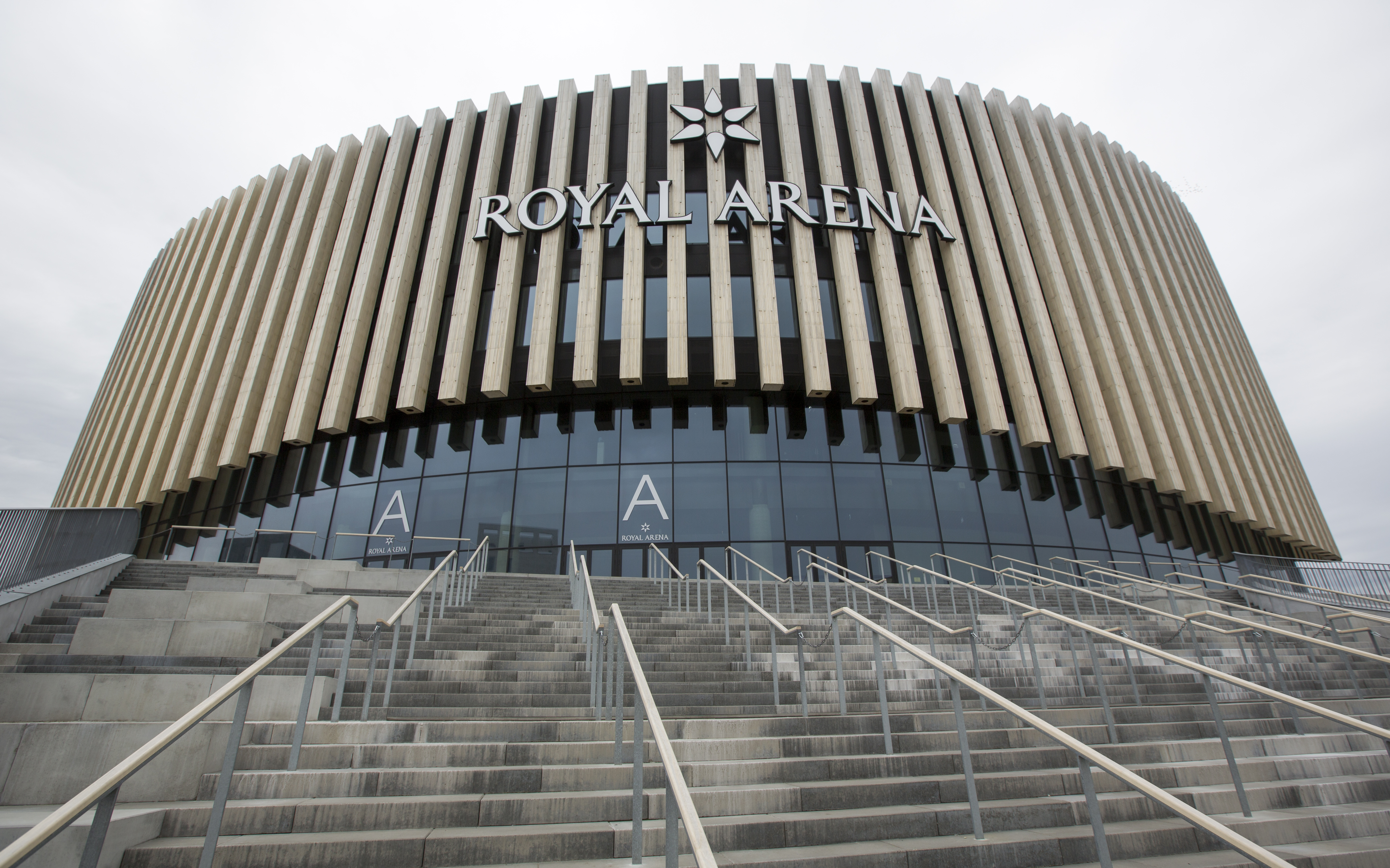
Arena Królewska

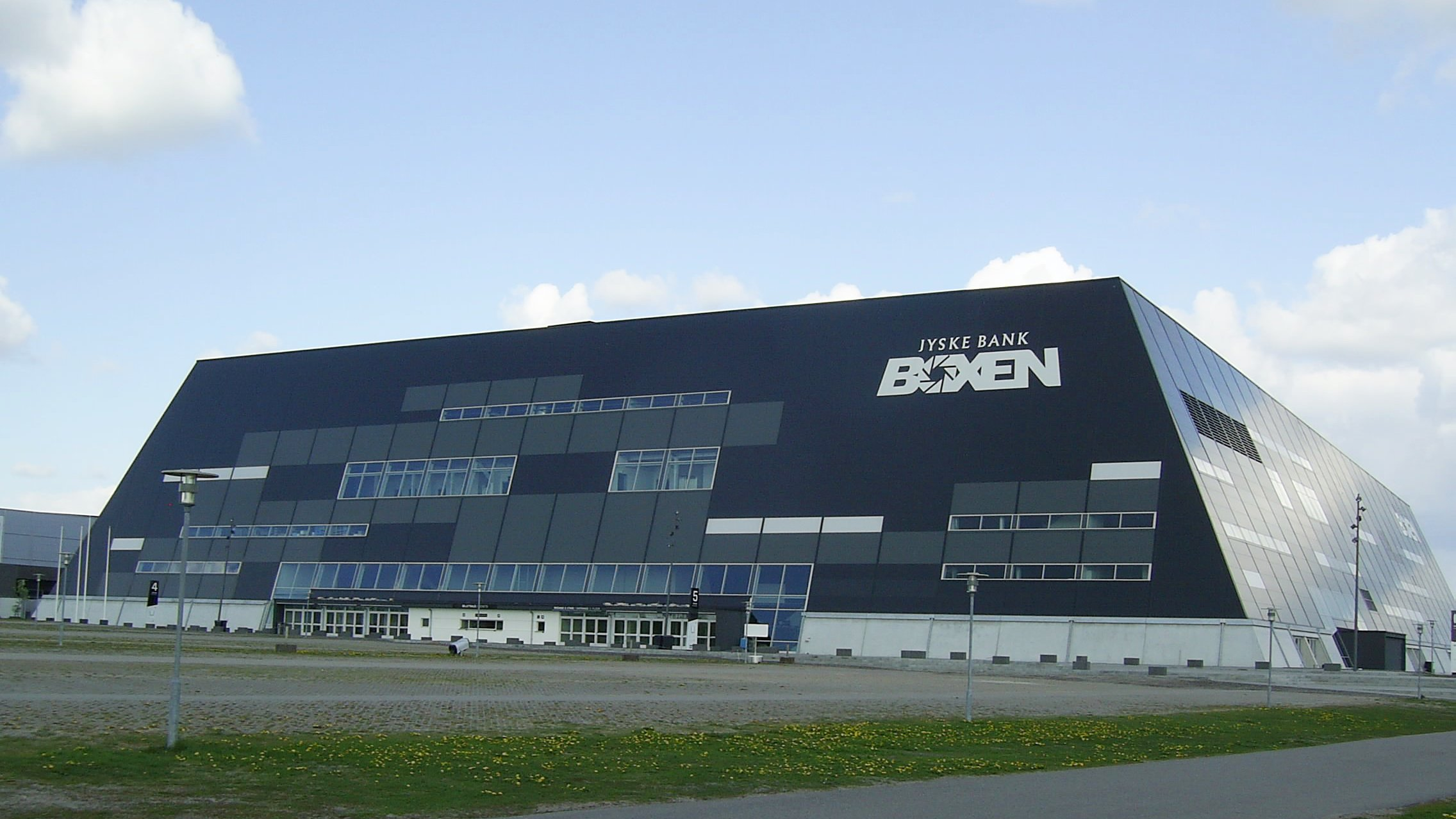
Jyske Bank Boxen

| Msc. | Reprezentacja     |
| ---- | ----------------- |
|      | Szwecja           |
|      | Szwajcaria        |
|      | Stany Zjednoczone |
| 4    | Kanada            |
| 5    | Rosja             |
| 6    | Finlandia         |
| 7    | Czechy            |
| 8    | Łotwa             |
| 9    | Słowacja          |
| 10   | Dania             |
| 11   | Niemcy            |
| 12   | Francja           |
| 13   | Norwegia          |
| 14   | Austria           |
| 15   | Białoruś          |
| 16   | Korea Południowa  |

## Dywizja I
Grupa A Dywizji I jest drugą klasą mistrzowską, z której dwie pierwsze drużyny uzyskują awans do Elity, a ostatni zespół jest degradowany do Grupy B Dywizji I. Grupa B Dywizji I stanowi trzecią klasę mistrzowską. Jej zwycięzca awansuje do Dywizji I Grupy A, zaś ostatnia drużyny spada do Dywizji II Grupy A.
Turniej Grupy A został rozegrany w dniach 22-28 kwietnia 2018 roku w Budapeszcie, stolicy Węgier.
Końcowa tabela turnieju
| Lp. | Zespół          | M | Pkt | Z | Zd | Pd | P | G+ | G- | +/− |
| --- | --------------- | - | --- | - | -- | -- | - | -- | -- | --- |
| 1   | Wielka Brytania | 5 | 11  | 3 | 1  | 0  | 1 | 16 | 15 | +1  |
| 2   | Włochy          | 5 | 9   | 3 | 0  | 0  | 2 | 15 | 11 | +4  |
| 3   | Kazachstan      | 5 | 9   | 3 | 0  | 0  | 2 | 18 | 10 | +8  |
| 4   | Węgry           | 5 | 7   | 2 | 0  | 1  | 2 | 9  | 14 | −5  |
| 5   | Słowenia        | 5 | 6   | 2 | 0  | 0  | 3 | 15 | 15 | 0   |
| 6   | Polska          | 5 | 3   | 1 | 0  | 0  | 4 | 11 | 19 | −8  |

    = awans do elity
    = utrzymanie w I dywizji grupie A
    = spadek do I dywizji grupy B
Turniej grupy B został rozegrany w dniach 22-28 kwietnia 2018 roku w Kownie na Litwie.
Końcowa tabela turnieju
| Lp. | Zespół    | M | Pkt | Z | Zd | Pd | P | G+ | G- | +/− |
| --- | --------- | - | --- | - | -- | -- | - | -- | -- | --- |
| 1   | Litwa     | 5 | 14  | 4 | 1  | 0  | 0 | 26 | 9  | +17 |
| 2   | Japonia   | 5 | 10  | 2 | 2  | 0  | 1 | 17 | 13 | +4  |
| 3   | Estonia   | 5 | 10  | 3 | 2  | 1  | 1 | 10 | 7  | +3  |
| 4   | Ukraina   | 5 | 4   | 1 | 0  | 1  | 3 | 10 | 18 | −8  |
| 5   | Rumunia   | 5 | 4   | 1 | 0  | 1  | 3 | 12 | 18 | −6  |
| 6   | Chorwacja | 5 | 3   | 1 | 0  | 0  | 4 | 11 | 21 | −10 |

    = awans do I dywizji grupy A
    = utrzymanie w I dywizji grupie B
    = spadek do II dywizji grupy A

## Dywizja II
Grupa A Dywizji II jest czwartą klasą mistrzowską, z której pierwsza drużyna uzyskują awans do Dywizji I Grupy B, a ostatni zespół jest degradowany do Grupy B Dywizji II. Grupa B Dywizji II stanowi piątą klasę mistrzowską. Jej zwycięzca awansuje do Dywizji II Grupy A, zaś ostatnia drużyny spada do Dywizji III.
Turniej Grupy A został rozegrany w dniach 23-29 kwietnia 2018 roku w Tilburgu w Holandii. 
Końcowa tabela turnieju
| Lp. | Zespół                   | M | Pkt | Z | Zd | Pd | P | G+ | G- | +/- |
| --- | ------------------------ | - | --- | - | -- | -- | - | -- | -- | --- |
| 1   | Holandia                 | 5 | 15  | 5 | 0  | 0  | 0 | 42 | 5  | +37 |
| 2   | Australia                | 5 | 11  | 3 | 1  | 0  | 1 | 19 | 14 | +5  |
| 3   | Serbia                   | 5 | 10  | 3 | 0  | 1  | 1 | 16 | 14 | +2  |
| 4   | Chińska Republika Ludowa | 5 | 6   | 2 | 0  | 0  | 3 | 10 | 16 | -6  |
| 5   | Belgia                   | 5 | 3   | 1 | 0  | 0  | 4 | 11 | 28 | -17 |
| 6   | Islandia                 | 5 | 0   | 0 | 0  | 0  | 5 | 7  | 28 | -21 |

      = awans do I dywizji grupy B
      = spadek do II dywizji grupy B
Turniej Grupy B został rozegrany w dniach 16-22 kwietnia 2018 roku w Grenadzie w Hiszpanii.
Tabela końcowa turnieju
| Lp. | Zespół         | M | Pkt | Z | Zd | Pd | P | G+ | G- | +/- |
| --- | -------------- | - | --- | - | -- | -- | - | -- | -- | --- |
| 1   | Hiszpania      | 5 | 15  | 5 | 0  | 0  | 0 | 49 | 6  | +43 |
| 2   | Nowa Zelandia  | 5 | 12  | 4 | 0  | 0  | 1 | 33 | 14 | +19 |
| 3   | Izrael         | 5 | 9   | 3 | 0  | 0  | 2 | 24 | 14 | +10 |
| 4   | Korea Północna | 5 | 3   | 1 | 0  | 0  | 4 | 12 | 40 | –28 |
| 5   | Meksyk         | 5 | 3   | 1 | 0  | 0  | 4 | 9  | 30 | –21 |
| 6   | Luksemburg     | 5 | 3   | 1 | 0  | 0  | 4 | 6  | 29 | –23 |

      = awans do II dywizji grupy A
      = spadek do III dywizji

## Dywizja III
Dywizja III jest szóstą klasą mistrzowską, z której pierwsza drużyna uzyskuje awans do Dywizji II Grupy B, pozostałe drużyny pozostają na tym poziomie rozgrywek. Turniej Dywizji III został rozegrany w dniach 16-22 kwietnia 2018 roku w Kapsztadzie w Południowej Afryce. 
Tabela końcowa turnieju
| Lp. | Zespół            | M | Pkt | Z | Zd | Pd | P | G+ | G- | +/- |
| --- | ----------------- | - | --- | - | -- | -- | - | -- | -- | --- |
| 1   | Gruzja            | 5 | 12  | 4 | 0  | 0  | 1 | 35 | 12 | +23 |
| 2   | Bułgaria          | 5 | 11  | 3 | 1  | 0  | 1 | 28 | 10 | +18 |
| 3   | Turcja            | 5 | 10  | 3 | 0  | 1  | 1 | 22 | 14 | +8  |
| 4   | Chińskie Tajpej   | 5 | 6   | 2 | 0  | 0  | 3 | 16 | 25 | −9  |
| 5   | Południowa Afryka | 5 | 6   | 2 | 0  | 0  | 3 | 13 | 18 | –5  |
| 6   | Hongkong          | 5 | 0   | 0 | 0  | 0  | 5 | 3  | 38 | –35 |

      = awans do II dywizji grupy B
      = spadek do kwalifikacji do III dywizji

## Turniej kwalifikacyjny do III dywizji
W dniach 25-28 lutego 2018 roku w Sarajewie, stolicy Bośni i Hercegowiny (z organizacji turnieju wycofało się Abu Zabi w Zjednoczonych Emiratach Arabskich) został rozegrany turniej kwalifikacyjny do Dywizji III.
Tabela końcowa turnieju
| Lp. | Zespół                       | M | Pkt | Z | Zd | Pd | P | G+ | G- | +/- |
| --- | ---------------------------- | - | --- | - | -- | -- | - | -- | -- | --- |
| 1   | Turkmenistan                 | 3 | 9   | 3 | 0  | 0  | 0 | 41 | 5  | +36 |
| 2   | Bośnia i Hercegowina         | 3 | 6   | 2 | 0  | 0  | 1 | 17 | 15 | +2  |
| 3   | Zjednoczone Emiraty Arabskie | 3 | 3   | 1 | 0  | 0  | 2 | 5  | 12 | -7  |
| 4   | Kuwejt                       | 3 | 0   | 0 | 0  | 0  | 3 | 5  | 36 | -31 |

      = awans do Mistrzostw Świata III dywizji 2019